# Marianne Bertrand
Marianne Bertrand (ur. ok. 1970) – belgijska ekonomistka pracy, profesor ekonomii na Booth School of Business Uniwersytetu Chicagowskiego. 
Jej zainteresowania badawcze obejmują eksperymentalną mikroekonomię pracy, ekonomię rozwoju, finansów i ładu korporacyjnego, oraz metodologię ekonometrii. Według statystyk IDEAS/RePEc zalicza się do najbardziej produktywnych anglojęzycznych ekonomistów.

## Życiorys

### Wykształcenie
Pierwotnie planowała zostać dziennikarką, i uczęszczała na kursy ekonomiczne z myślą, że będzie to przydatne w tym zawodzie. Po zdobyciu licencjatu z ekonomii (BA, 1991) zarzuciła te zamiary i za zachętą nauczycieli kontynuowała studia w dziedzinie ekonometrii (MS, 1992) na Université Libre de Bruxelles, zdobywając ostatecznie doktorat z ekonomii na Uniwersytecie Harvarda (1998) pod kierunkiem Lawrence'a F. Katza. I tu dokonała małego zwrotu zainteresowań: na początku studiów doktoranckich zajmowała się teorią makroekonomii, szybko odkryła jednak, że bardzo odpowiada jej „detektywistyczna praca” w empirycznej mikroekonomii.

### Praca
Po ukończeniu nauki pracowała przez dwa lata na Uniwersytecie w Princeton. Od 2000 jest związana z Booth School of Business Uniwersytetu Chicagowskiego, gdzie w 2003 uzyskała pełną profesurę. Zasiada w radzie Poverty Action Lab, jest pracowniczką naukową m.in. NBER, CEPR i IZA. Służyła w redakcjach czasopism naukowych, np. American Economic Review. Nosi tytuł Fellow Amerykańskiej Akademii Sztuk i Nauk oraz Econometric Society. Uhonorowano ją szeregiem nagród.
Była autorką licznych pomysłowych eksperymentów i quasi-eksperymentalnych analiz rynku pracy. Miała duży wkład w badania konwergencji płac i utrzymujących się nierówności płacowych kobiet i mężczyzn, badając np. hipotezy o ich związku z podziałem prac domowych, oraz macierzyństwem (ang. motherhood penalty), a także nierówności płacowych grup etnicznych, przy użyciu głośnych medialnie eksperymentów audytowych wykorzystujących fikcyjne CV. 
Jej analizy wpływu regulacji na rynek pracy i finanse korporacyjne pozwoliły oszacować renty ekonomiczne, jakie zawłaszczają jego uczestnicy, np. menedżerowie firm, które zostały prawnie osłonięte przed konkurencją i twórczą destrukcją, oraz związane z tym spowolnienia w zatrudnieniu. W badaniach wynagrodzeń menedżerów wyodrębniła komponent związany z ich merytoryczną pracą, oraz wynikający z losowych czynników zewnętrznych – oraz mechanizmy redukujące przejmowanie niezapracowanych rent. Badała także zjawiska specyficzne dla przedsiębiorstw rodzinnych. 
Przyczyniła się do rozwinięcia perspektywy ekonomii behawioralnej w ekonomii rozwoju, analizując jak zniekształcenia poznawcze, które są nieszkodliwe dla osób zamożnych, mogą tworzyć poważne pułapki dla osób ubogich. Zajmowała się też empiryczną oceną efektywności programów rozwojowych i pomocowych. 